# クールベ美術館
クールベ美術館（クールベびじゅつかん、仏: Musée Courbet）は、フランスのフランシュ・コンテ地方オルナンにある美術館である。

## 沿革
画家ギュスターヴ・クールベの生家である邸宅が美術館となっている。2008年から3年間の改装工事が行われ、隣接する2棟の家も美術館の一部となり、美術館の総面積は500 M2 から2000 M2へと大幅に拡張された。

## 日本にて
2005年に三鷹市美術ギャラリー等で「クールベ美術館展」が開催された。